# Phyllodoce incisa
Phyllodoce incisa är en ringmaskart som beskrevs av Örsted 1842. Phyllodoce incisa ingår i släktet Phyllodoce och familjen Phyllodocidae. Inga underarter finns listade i Catalogue of Life.